# Собачье сердце (фильм, 1988)
«Собачье сердце» — научно-фантастический советский двухсерийный художественный телевизионный фильм, снятый режиссёром Владимиром Бортко по мотивам одноимённой повести Михаила Булгакова на киностудии «Ленфильм» в 1988 году. Телевизионная премьера фильма состоялась 20 ноября 1988 года на Первой программе ЦТ.
Основное действие происходит в Москве 1920-х годов эпохи НЭПа. Профессор Преображенский, представитель старой интеллигенции, успешно проводит эксперимент по превращению собаки в человека. «Новообращённый» Шариков получился исключительно наглым, бескультурным, неблагодарным социальным паразитом. Он проникается идеями коммунизма и, объединившись с председателем домкома Швондером, начинает целенаправленно травить профессора и подрывать его положение.
Бортко задумал снять экранизацию вскоре после выпуска оригинального романа Булгакова в 1987 году, спустя 62 года после того, как сам роман был написан. На роль Преображенского был взят народный артист СССР Евгений Евстигнеев, на роль Шарикова искали актёра со специфической внешностью по всей территории СССР, в итоге выбор пал на ещё тогда малоизвестного Владимира Толоконникова. Съёмки проводились в Ленинграде: на студии «Ленфильм», в Апраксином дворе, Дегтярном переулке и других локациях города.
Создание очевидно антикоммунистического фильма стало возможным в период перестройки и ослабления цензуры в последние годы существования СССР. Фильм стал сенсацией и приобрёл культовый статус. Цитаты Преображенского стали афоризмами в спорах, а имена Шарикова и Швондера стали нарицательными. Критики хвалили прежде всего блестящую игру актёров, особенно Естигнеева и Толоконникова, но основным предметом критики стало продвижение социального дарвинизма, пришедшее из оригинального романа.

## Сюжет

### 1 серия
Бродячий пёс Шарик с обваренным боком бродит зимой в поисках еды по послереволюционной Москве. Возле магазина «Главрыба» его подбирает профессор Филипп Филиппович Преображенский, выдающийся врач-хирург, который занимается частной хирургической практикой в области восстановления половой функции пожилых людей путём пересадки семенных желёз и яичников. Профессор приводит пса домой в свою барскую квартиру, где ему ассистирует ученик Иван Арнольдович Борменталь и прислуживают горничная Зинаида Прокофьевна Бунина и кухарка Дарья Петровна Иванова. Шарику залечивают раны и он успевает укусить доктора Борменталя. Профессор по-прежнему убеждён, что любое создание можно приручить лаской.
В приёмный день к Преображенскому являются новые члены домкома. Его председатель Швондер, возмущённый, что Преображенский живёт один в семи комнатах, сообщает тому об «уплотнении квартир дома» и настоятельно «рекомендует» отдать две комнаты. Оскорблённый профессор звонит Петру Александровичу, своему пациенту, занимающему высокую должность, и угрожает отменить ему операции и уехать из Москвы. Пётр Александрович немедленно остужает пыл Швондера, и члены домкома уходят ни с чем. За обедом Филипп Филиппович слышит пение хора, доносящееся из квартиры, где заседает домком, и выдаёт тираду о «разрухе» в головах у людей.
В один из последующих дней привозят донора органов — убитого балалаечника Клима Чугункина — уголовника, вора и пьяницы. Профессор проводит небывалый научный эксперимент — пересаживает гипофиз из трупа псу Шарику. Эксперимент приносит результаты, Шарик постепенно превращается в человекоподобное существо и произносит первые слова «Абыр» и затем «Абырвалг» (Главрыба наоборот). Слухи быстро расползаются по Москве, и возле дома собирается толпа журналистов и зевак, в газетах публикуют всякие небылицы. Профессор везёт Шарика в университет и демонстрирует коллегам. Бывший пёс развлекает зрителей игрой на балалайке, танцем и похабными частушками, от чего Филипп Филиппович падает в обморок.

### 2 серия
Шарик выбирает себе человеческое имя — Полиграф Полиграфович Шариков. Филипп Филиппович пытается научить его хорошим манерам и культурному поведению. Шарик препирается и считает, что его притесняют; Швондер пользуется этим и настраивает Шарикова против профессора и приобщает к идеям марксизма. Под давлением Филипп Филиппович прописывает Шарикова у себя в квартире. Полиграф доставляет профессору множество проблем, докучает соседям, устраивает потоп в квартире. Затем он крадёт у профессора деньги, пропивает их в кабаке, устраивает с собутыльниками разгром в смотровой и потом ночью сексуально домогается к Зине. Преображенский полностью разочарован в своём научном эксперименте, он понимает, что Шариков перенял сущность «донора» уголовника Чугункина.
По протекции Швондера Шариков становится начальником отдела по очистке Москвы от бродячих животных, отлавливает и душит котов. Он предпринимает попытку поселить в квартире профессора машинистку Васнецову, которая явно нравится Борменталю. Профессор в беседе с глазу на глаз узнаёт от Васнецовой, что тот принуждал её к сожительству, угрожая увольнением, и объясняет истинную природу Полиграфа. Васнецова в слезах убегает, а Борменталь обещает Шарикову пристрелить его, если узнаёт, что тот её сократил.
Шариков со Швондером пишут донос на Преображенского, Борменталя, Бунину и Иванову и обвиняют в контрреволюционных речах и действиях. По счастливой случайности донос попадает в руки Петра Александровича, того самого чиновника, который однажды уже защитил профессора от Швондера. В этот же вечер профессор и Борменталь строго приказывают Шарикову убираться вон из квартиры. Тот начинает угрожать револьвером, но Борменталь обезвреживает его. Профессор и молодой доктор, осознавая, что потеряли контроль над ситуацией, срочно пересаживают Шарикову обратно собачий гипофиз. Швондер, узнав, что начальника очистки давно нет на работе, вызывает уголовную милицию и следователя. Следователь предъявляет обвинение в убийстве Шарикова, однако Филипп Филиппович показывает человекоподобное существо на стадии обратного превращения в собаку. Наряд милиции и понятые удаляются ни с чем.
Шарик окончательно возвращается в свой собачий облик и остаётся жить у Филиппа Филипповича. Пёс абсолютно не помнит, как он был человеком, но уверен, что ему «неописуемо свезло, утвердился я в этой квартире».

## В ролях
- Евгений Евстигнеев — Филипп Филиппович Преображенский, профессор
- Борис Плотников — Иван Арнольдович Борменталь, доктор, ассистент профессора
- Владимир Толоконников — Полиграф Полиграфович Шариков / Шарик (озвучивание)
- Нина Русланова — Дарья Петровна Иванова, кухарка в доме профессора
- Ольга Мелихова — Зинаида Прокофьевна Бунина, горничная и помощница профессора при операциях (озвучивает Светлана Смирнова)
- Алексей Миронов — Фёдор, швейцар в доме профессора
- Роман Карцев — Швондер, председатель домкома
- Анжелика Неволина — Васнецова, машинистка в конторе
- Наталья Фоменко — Вяземская, член домкома (озвучивает Татьяна Орлова)[3]
- Евгений Кузнецов — Пеструхин, секретарь домкома (озвучивает Валерий Кравченко)
- Иван Ганжа — Жаровкин, член домкома
- Сергей Филиппов — пациент профессора
- Валентина Ковель — пациентка профессора
- Роман Ткачук — Николай Николаевич Персиков, профессор
- Алексей Савостьянов — Василий Васильевич Бундарев, профессор
- Юрий Кузнецов — начитанный дворник
- Юрий Волков — Пётр Александрович, член ЦК[4]
- Борис Соколов — конферансье в цирке
- Нора Грякалова — мадмуазель Жанна
- Михаил Штейн — существо (Шарик на стадии превращения)[5][6]

## Съёмки
Оригинальный роман Михаила Булгакова был написан ещё в 1925 году, однако в полном авторском варианте впервые он был опубликован в СССР лишь в 1987 году, на страницах журнала «Знамя». Именно в это время режиссёр Владимир Бортко задумался о постановке экранизации и начал искать подходящий сценарий. Его коллега, советский режиссёр Сергей Микаэлян, показал ему свежий номер журнала, и Бортко тогда впервые познакомился с произведением Булгакова. Дочитав до первого монолога профессора Преображенского, он понял, что нашёл именно тот материал, который искал. Тогда же у него возникла идея снимать фильм в чёрно-белом формате.
В интервью журналу «Родина» Бортко признался, что в своём творчестве он скорее политик, чем художник, и использует кинематограф как средство политического высказывания. Он подчеркнул, что не был противником советского строя как такового, но его «категорически не устраивало жлобьё, которое при нём процветало». Фильм создавался в последние годы существования СССР — в эпоху либерализации и ослабления цензуры, — что позволило режиссёру избежать требований по удалению сцен или правке содержания. Автором сценария выступила Наталия Бортко, оператором-постановщиком — Юрий Шайгарданов, художником-постановщиком — Владимир Светозаров, композитором — Владимир Дашкевич, звукооператором — Гарри Беленький, а тексты для песен писал Юлий Ким.
Некоторые, по мнению Бортко, излишние диалоги были вырезаны, однако взамен были включены фрагменты из других произведений Булгакова, обнаруженные им в библиотеке киностудии «Ленфильм». В экранизацию были также добавлены сцены, отсутствующие в оригинальном романе. Например, диалог с умным дворником был взят из рассказа «Самоцветный быт», один из коллег Преображенского, осматривавших новообращённого Шарикова, — профессор Персиков — является героем повести «Роковые яйца». Близняшки Клара и Роза отсылают к фельетону «Золотые корреспонденции Ферапонта Ферапонтовича Капорцева», а прорицательница Жанна из цирковой сцены пришла из рассказа Булгакова «Мадмазель Жанна».
Работа над фильмом длилась около полугода, в условиях ограниченного бюджета и скромных технических возможностей. Съёмочная группа понимала, что проект далёк от масштабной постановки. Стремясь передать атмосферу 1920-х годов, Владимир Бортко принял решение снимать картину в чёрно-белом формате. Режиссёр также отмечал, что в эпоху немого кино съёмка велась с частотой 16 кадров в секунду, а затем ускорялась, что придавало изображению характерную «дёрганность» и ощущение спешки — некоторые сцены в экранизации были отсняты с тем же эффектом. 

### Актёрский состав

#### Преображенский

Евгений Евстигнеев в 1980-е годы

На роль профессора Преображенского претендовали многие выдающиеся советские актёры — Леонид Броневой, Юрий Яковлев, Владислав Стржельчик, Армин Мюллер-Шталь, однако в итоге выбор пал на Евгения Евстигнеева. По словам Владимира Бортко, каждый из этих актёров был по-своему талантлив и убедителен, но в игре Евстигнеева чувствовалась особая глубина и проникновенность. Леонид Броневой, не получивший роль, обиделся на режиссёра, предположив, что решение было продиктовано его еврейским происхождением. Однако Бортко объяснял свой выбор исключительно художественными соображениями: по его мнению, Броневой просто не соответствовал типажу профессора Преображенского.
Соглашение Евстигнеева на съёмки далось непросто: незадолго до начала работы он перенёс инфаркт миокарда и переживал серьёзный творческий кризис. Вначале режиссёр остался недоволен игрой актёра, отмечая, что тот скорее воспроизводил образ профессора Плейшнера из «Семнадцати мгновений весны», нежели Преображенского. Однако со временем Евстигнеев сумел глубоко прочувствовать характер персонажа и воплотить его так, как задумывал режиссёр.
На старте съёмочного процесса между Евстигнеевым и Бортко произошёл конфликт. Уважаемый артист довёл себя до нетрезвого вида на съёмочной площадке и Бортко в ярости накричал на него. Евстигнеев в обиде покинул съёмки, но спустя неделю вернулся, изменив отношение к работе. С этого момента сотрудничество актёра и режиссёра наладилось. Евстигнеев, как вспоминали коллеги, продолжал время от времени выпивать немного коньяка — «для вдохновения». Он старался приезжать на съёмки только по выходным, не желая надолго расставаться со своей молодой женой, оставшейся в Москве. По этой причине съёмки длились по двенадцать часов в день, как говорил сам Бортко, «пока не начинали падать с ног». Сын актёра, Денис Евстигнеев, впоследствии рассказывал, что роль Преображенского постепенно стала для отца чем-то большим, чем просто роль — он начал жить ею, часто обсуждал, репетировал и разыгрывал сцены дома.

#### Шариков
Поиски исполнителя роли Шарикова также сопровождались трудностями. Среди кандидатов рассматривались Алексей Жарков и Николай Караченцов, но Бортко отклонил их, полагая, что зрители будут воспринимать в них актёров, а не персонажа. Режиссёр стремился найти исполнителя с необычной, запоминающейся внешностью: с низким, приплюснутым лбом, большими выступающими ушами, широким ртом и крупными зубами. Он отправил телеграммы на киностудии и в театры по всему СССР с просьбой прислать фотографии актёров с «наиболее невыразительной внешностью». Режиссёр считал, что человека с подходящей внешностью можно было найти в азиатской республике.

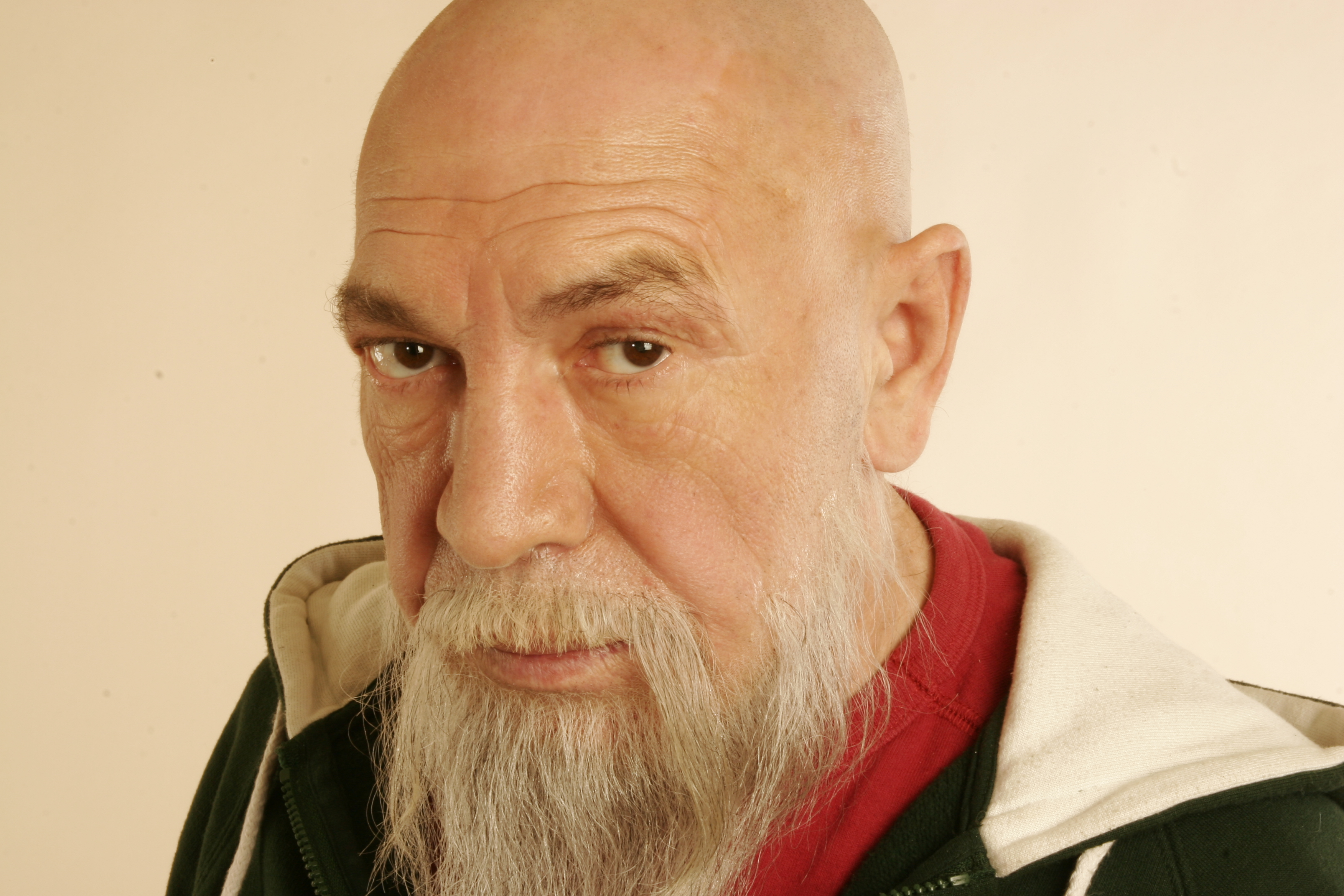
Владимир Толоконников в 2006 году

В результате на роль Шарикова был утверждён Владимир Толоконников — актёр русского театра драмы имени Михаила Лермонтова в Алма-Ате, Казахстан. Бортко был впечатлён его игрой и признался, что временами едва ли сдерживал смех во время съёмок.

Толоконников, обнаруженный нами в Алма-Ате, убил меня совершенно. На пробе он разыгрывал сцену с водкой: «Желаю, чтобы все!» Он так убедительно гмыкнул, хэкнул, так удивительно пропутешествовал глоток по его шее, так хищно дёрнулся кадык, что я утвердил его немедленно.
— режиссёр Владимир Бортко об актёрах на роль Шарикова
Сцена, где недавно очеловеченный Шарик убегает от Преображенского и Борменталя, разбивает стёкла и затем залезает под диван,— была отснята одним дублем. На съёмках этой сцены Толоконников на самом деле порезал обе ноги. Стекло старинного серванта предварительно специально подпилили, но актёр этого не знал и нарочно врезался в сервант с полной силой. Сразу после съёмки актёр потерял много крови. Другой тяжёлый день для актёра был связан со сценами квартирного потопа: они снимались целый день, Толоконников был постоянно обмокшим и промёрз.
На роль собачьей версии Шарика был выбран пёс по кличке Карай — служебная собака из милицейского питомника. Из более чем двадцати претендентов именно его выделили за характерную внешнюю особенность — одно висячее ухо. Хозяйкой и дрессировщицей Карая была Елена Никифорова. К моменту начала съёмок за плечами у пса-актёра уже значилось 38 задержаний. Шарика на переходной стадии из собаки к человеку сыграл загримированный актёр-карлик Михаил Штейн. Актёр должен был двигаться дёрганно, резко, «по-звериному», а озвучивал его Толоконников. Имя Штерна не указано в титрах фильма, что стало почвой для спекуляций, что актёром был якобы Владимир Фёдоров.
Чтобы создать образ бездомного пса, Карая покрывали желатином и нарисовали на боку имитацию ожога. Пёс вёл себя спокойно и с достоинством, не требуя дополнительных дублей. Он быстро стал любимцем съёмочной группы. Для роли Карай выучил ряд трюков, включая ходьбу на задних лапах и позу «зайчиком». Самой сложной оказалась сцена, где пёс должен был укусить Борменталя за руку — Карай упорно отказывался выполнять это действие. После «Собачьего сердца» он снялся ещё в четырёх фильмах, но вскоре после завершения своей кинематографической карьеры умер — это произошло через два года после окончания съёмок.

#### Остальные
Роль доктора Борменталя пробовали исполнить Алексей Жарков, Владимир Симонов, однако выбор Владимира Бортко пал на Бориса Плотникова. На съёмочной площадке Плотников поначалу чувствовал себя неуверенно, особенно в присутствии Евстигнеева. В то время актёр был занят и в театре Советской армии, где исполнял роль князя Мышкина в «Идиоте». Ему приходилось разрываться между Москвой и Ленинградом, играя кардинально разные по настроению и содержанию образы, требовавшие быстрой эмоциональной перестройки.
Роль председателя домкома Швондера досталась Роману Карцеву — актёру Московского театра миниатюр, выходцу из украинской Одессы. По словам самого Карцева, у него очень подвижная мимика, и режиссёр не раз просил его «не хлопотать» — не переигрывать. В своём исполнении Карцев стремился придать Швондеру максимальную строгость и даже суровость, характеризуя персонажа как «долбодума» — продукт и порождение советской системы. Порой Карцев не мог сдержать смех от собственной чрезмерной серьёзности, с которой играл своего героя.
На роль кухарки Петровны взяли актрису Нину Русланову. Бортко признался, что всегда восхищался её честностью и заметил, что Русланова играла саму себя, выступая в образе яркой, радостной и порой неуживчивой женщины. Кухарка Петровна выполняет роль юмористического персонажа. Она подчёркнуто противоположна другой служанке Преображенского — утончённой Зине в исполнении Ольги Мелиховой. Для Мелиховой роль Зины стала последней. Не дождавшись конца сьёмок, молодая актриса влюбилась и уехала из Ленинграда, в итоге попав в чёрный список на «Ленфильме».
| |  |  |  |
| Актёры, снимавшиеся в фильме: Карцев (Швондер), Плотников (Борменталь), Русланова (кухарка Петровна), Юрий Кузнецов (начитанный дворник) |  |  |  |

### Места съёмок
Интерьеры квартиры профессора Преображенского были воссозданы на студии «Ленфильм». Съёмочной группе был предоставлен один павильон с восемью комнатами, и почти вся съёмка велась в предельно камерной обстановке. Поскольку в съёмках участвовали актёры из Москвы, им регулярно приходилось ездить в Ленинград ночным поездом «Красная стрела», что добавляло трудностей к и без того напряжённому графику.

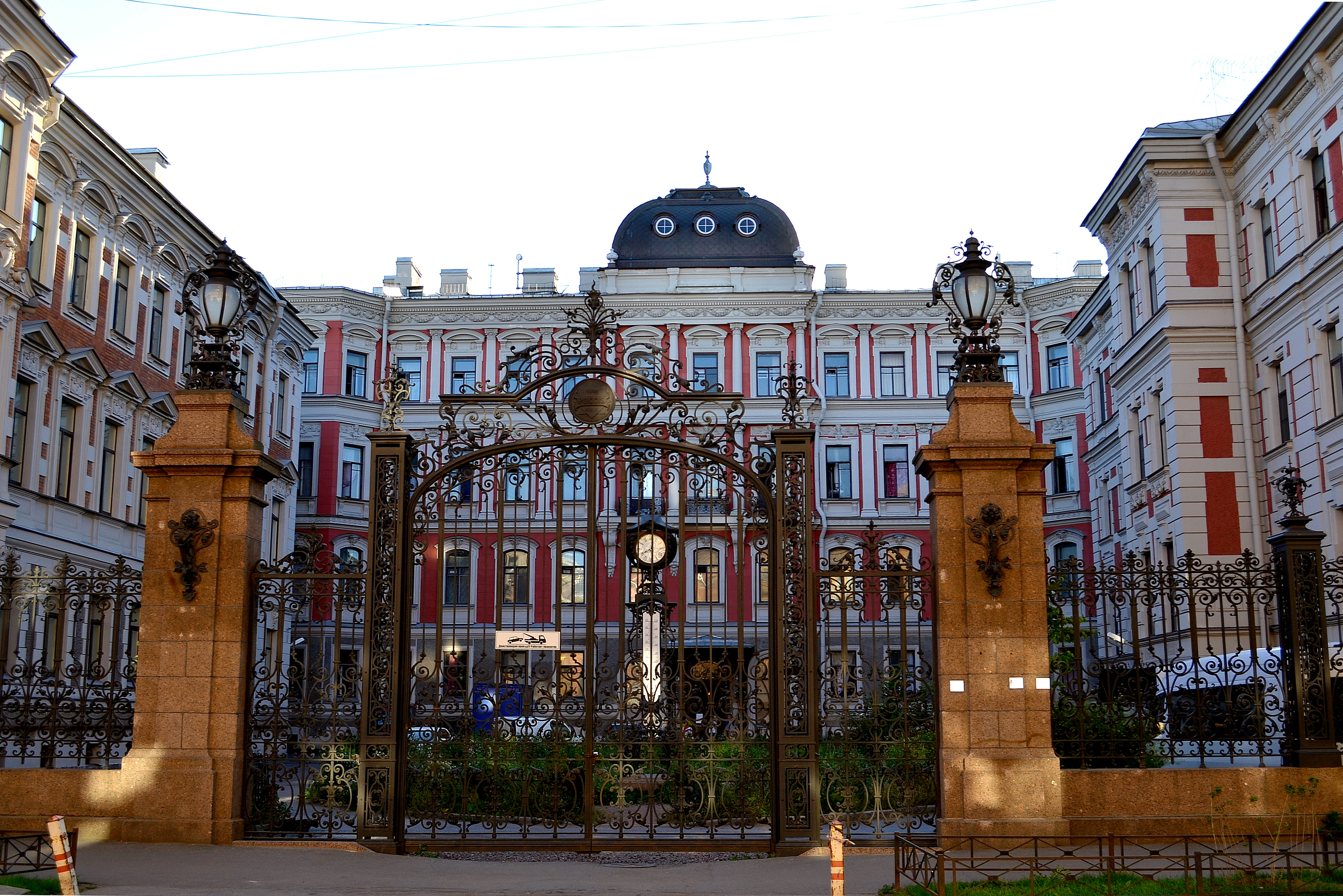
Дом на Моховой, 27, в котором «жил» проф. Преображенский

Основные натурные съёмки проходили в Ленинграде. По словам Бортко, именно этот город лучше всего сохранял визуальный облик послереволюционной разрухи: «В Ленинграде помойка тогда начиналась в двух сотнях метров от Невского проспекта», а Москва была ухоженнее. Съёмочная группа целенаправленно искала наиболее аутентичные, малооблагороженные уголки города.
В числе локаций — Апраксин двор, Дегтярный переулок, дворцы-колодцы на Лиговском проспекте, Инженерной улице, улице Рылеева, а также участки Обводного канала в районе Преображенского собора. В сценах встречи профессора с псом можно узнать здание Ямского рынка на улице Боровой, 3. Дом страхового общества «Россия» на Моховой улице, 27–29, был использован в качестве так называемого Калабуховского дома, где, по сюжету, проживает Преображенский. Именно там снимались сцены во дворе и в парадной.
Фильм начинается с видов Москвы эпохи НЭПа 1920-х годов, однако эти кадры были сняты в Апраксином дворе Ленинграда — одном из немногих мест, где до сих пор ощущался колорит начала XX века. Съёмки проходили зимой, однако в Ленинграде тогда практически не было снега. Чтобы воссоздать нужную атмосферу, на съёмочные площадки специально завозили снег и раскидывали его лопатой. Для создания эффекта метели использовали дымовые шашки и ветродуи.
Чтобы придать сценам правдоподобие, на съёмки доставляли лошадей из учебного хозяйства Пушкинского ЛСХИ. Натурные сцены снимались в течение двух месяцев, и чтобы избежать постоянных переездов животных, для них арендовали четыре стойла в Ленинградском зоопарке. Лошади использовались для сцен с экипажами, однако работа с ними сопровождалась множеством сложностей: животные пугались ветра и шума от ветродуев, массовка часто нарушала инструкции, а погодные условия срывали съёмочный график. Некоторые дубли длиной всего в минуту приходилось переснимать по четыре дня.

### Музыкальное оформление

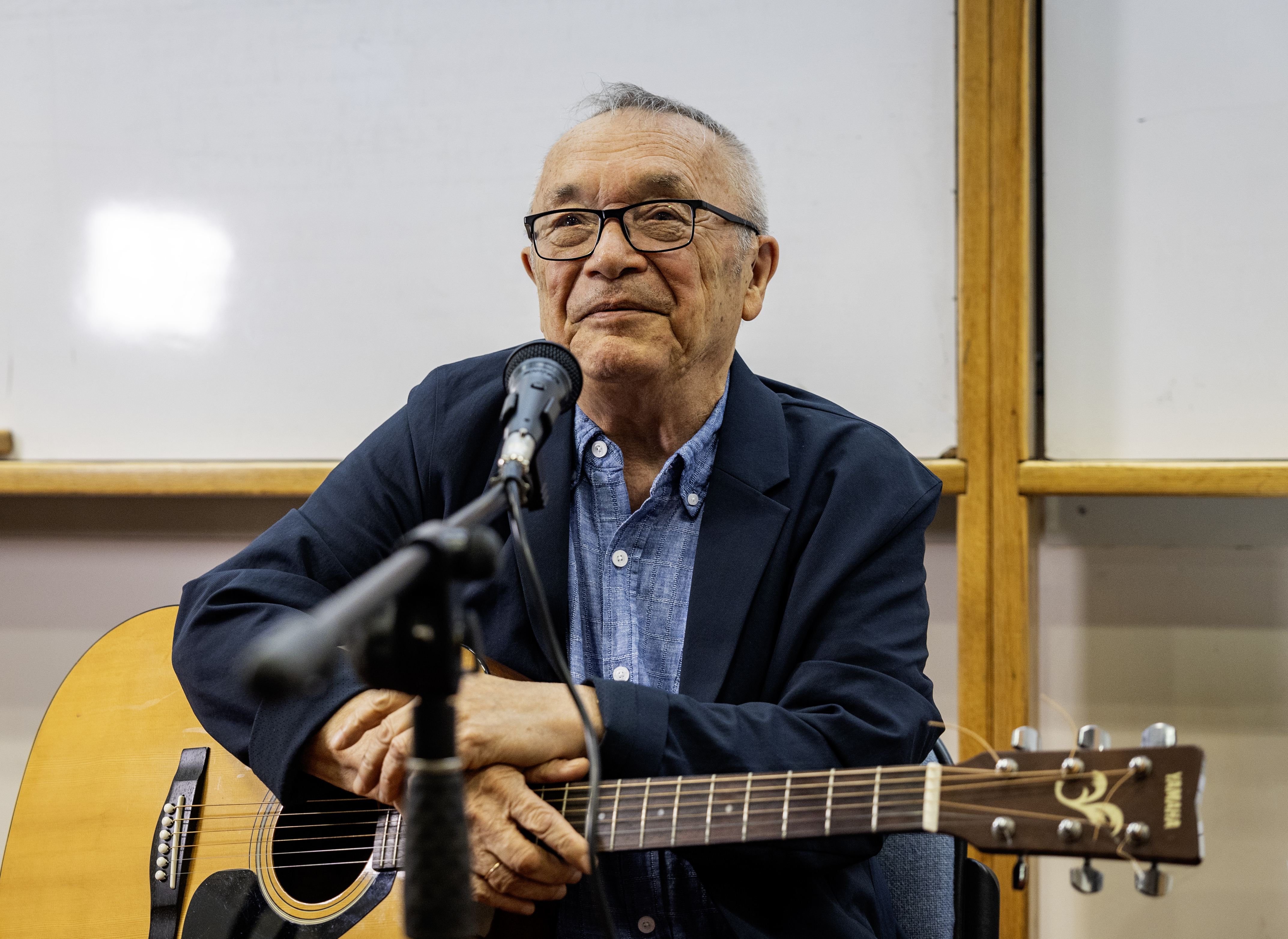
Юлий Ким написал тексты к песням и частушкам для фильма

Автором текстов песен выступил бард Юлий Ким. Он написал песню «Суровые годы уходят», исполняемую Шариковым вариацию песни «Яблочко» («…подходи, буржуй, глазик выколю») и марш красноармейцев («Белая гвардия наголову разбита, а Красную армию никто не разобьёт!»).
В оригинальном романе Булгакова лишь упоминается, что Шариков хорошо поёт. Когда Бортко увидел, как Толоконников мастерски отплясывал с балалайкой, решил обязательно добавить музыкальную сцену в фильм, тогда он попросил Кима сочинить подходящие частушки.

Веселей всего мне писались куплеты для Шарикова, потому что уж очень ситуация была такая — профессора собрались, и вдруг этот вскакивает и наяривает на балалайке… Ну что-то он должен неприличное спеть. Вот я здесь и постарался.
— Юлий Ким о работе над куплетами на мотив «Яблочка»
Композитор Владимир Дашкевич написал музыку к фильму, в которой, как того и хотел режиссёр, идя за повестью Булгакова, слышатся тревожные и даже трагические предчувствия, связанные с размышлениями о будущем человека и судьбе цивилизации.

## Восприятие
Выход фильма вызвал широкий общественный резонанс, поскольку речь шла об экранизации произведения, долгое время воспринимавшегося как антикоммунистический памфлет. По словам кинокритика Антона Долина, именно этот аспект обеспечил ленте и оригинальному тексту феноменальную популярность: «Опьяняющее чувство, что „теперь — можно“».
Премьера сопровождалась волной резкой критики. Звучали призывы запретить Бортко работать в кино. Актёр Владимир Толоконников вспоминал, что на одну положительную статью приходилось десять разгромных. Сам режиссёр иронично отмечал, что критики «чуть ли не руки и ноги предлагали мне отрубить». Толоконников тяжело переживал такую реакцию, поскольку для него роль Шарикова была редким шансом заявить о себе в большом кино. На западе фильм приняли более благосклонно, фильм был отмечен призами в Болгарии, Польше и Италии.
Спустя два года, с переменой политического режима, отношение к картине в России кардинально изменилось. Фильм был признан значительным художественным достижением, а Бортко получил Государственную премию Российской Федерации. Он вспоминал, что награду ему лично вручил Борис Ельцин, при этом признавшись, что сам фильм не смотрел, но слышал, что «вещь хорошая». На волне успеха Бортко подумывал о создании собственной марки водки под названием «Желаю, чтобы все!» — по знаменитой реплике Шарикова. Однако он так и не определился, кому можно было бы доверить производство. Режиссёру также предлагали взяться за экранизацию «Мастера и Маргариты» в 1990-е годы, но он отказался, зная о намерениях Элема Климова работать над этим проектом, и не хотел «переходить дорогу» уважаемому коллеге.
Успех «Собачьего сердца» стал важной вехой в карьере Толоконникова, хотя именно роль Шарикова осталась самой узнаваемой и значимой для широкой аудитории. Актёр нередко говорил, что «родился, чтобы сыграть Шарикова». Многие считают образ профессора Преображенского тоже вершиной актёрской карьеры Евгения Евстигнеева. Сам он неоднократно признавался, что эта роль — его самая любимая.

### Критика
Литературовед Мариэтта Чудакова высоко оценила работу Владимира Толоконникова, назвав его исполнение главной роли «поразительным». По её словам, актёр продемонстрировал высочайшее артистическое мастерство и тонкое понимание своего персонажа: «Несомненно, по этой роли он останется в истории искусства России на долгие-долгие времена!». Профессор СПбГУ и литературовед Игорь Сухих также положительно отозвался об экранизации, назвав её достойным произведением и образцовым примером, особенно по сравнению с более ранней итальянской версией. Однако он отметил, что режиссёр сделал повесть слишком бытовой — масштабный гротеск Булгакова, по мнению Сухих, оказался утрачен.
Редактор журнала «Нация» Светлана Соколова отметила, что Бортко удалось великолепно передать атмосферу оригинального романа, в том числе благодаря историческому контексту съёмок. По её словам, и действие романа, происходящее в 1920-е, и съёмочный период в конце 1980-х — это времена неопределённости, переосмысления и тоски по утраченному. В столкновении образов Преображенского и Шарикова она увидела конфликт старого и нового порядков.
Литератор Александр Каменецкий с сайта «Топос» похвалил блестящую игру Евстигнеева, бесподобную игру Карцева, изображающего «забавного и безобидного типчика в кожанке». Но с позиций адвокации сущности персонажа Шарикова разгромил скрывающиеся, по его мнению, за сюжетом посылы из оригинального романа, называя историю откровенно пасквильной, несправедливой и злобной, написанной «очевидным врагом Советской власти».
Кинокритик Антон Долин выразил разочарование экранизацией. Он вспоминал, как в 11 лет прочёл оригинальный роман, а через год посмотрел фильм, и отметил, что Бортко «сделал всё, чтобы перегрузить эксцентричную, колкую, едкую прозу унынием перестроечной претенциозности». При этом он признал актёрскую игру, особенно Евстигнеева, — гениальной. Однако Шариков в интерпретации Бортко, по мнению Долина, получился однозначно отвратительным персонажем, без внутренней сложности. Долин также обращал внимание на усиление некоторых сюжетных акцентов — например, расширенную роль Швондера, превращённого в карикатурный образ с «антисемитским душком». Он также упрекал режиссёра в продвижении через реплики Преображенского вредных идеологических установок, таких как социальный дарвинизм, согласно которому права и условия жизни человека определяются его происхождением — идея, которую Бортко вложил в уста профессора Преображенского.
Александр Серебряков, литературовед (научно-просветительский журнал «Скепсис»), заметил, что оригинальный роман продвигал сомнительные идеи о том, что представители рабочего класса — люмпены, «толпа скотоподобных дегенератов». Киноадаптация лишь констатировала полную «„генетическую“ несовместимость интеллигенции (носительницы немыслимых духовных красот и добродетелей) и народа (экзистенциально мерзкого и ущербного)». Критиком социального дарвинизма выступал и писатель Эдуард Лимонов, который призывал запретить не только роман, но и саму экранизацию. В ответ на это Бортко заявлял, что стремился передать лишь суть оригинального текста и авторские идеи Булгакова: «Будь он жив, не думаю, что он бы сильно меня ругал».

### Тема фильма и взгляды режиссёра
«А что, надо было уничтожать людей, такое время…» — Бортко

«И это говорите вы, снявший „Собачье сердце“?» — Минаев и Шевченко

«Да, и раскаиваюсь за это» — Бортко
— Из передачи телекритика Александра Мельмана в 2016 году.
Определённое недоумение вызвала и открытая симпатия Бортко к Сталину, при том что принято считать, что экранизация разоблачает как коммунизм, так и сталинизм. Режиссёр объяснял, что критиковал не сталинский режим, а именно предшествующую ему эпоху, считая, что Сталин спас страну. «Собачье сердце», как правило, служит поводом для обвинений в противоречивости и непоследовательности убеждений Бортко, например со стороны Плахова, Козырева, Феденко, Долина, Кобрина, Новикова-Ланского и других.
Просталинские взгляды Бортко высказывал и во время создания фильма. Одна из дрессировщиц лошадей, снимавшихся в массовке, рассказала, как в период съёмок Бортко посетил Ленинградский зоопарк с иностранными журналистами, чтобы показать лошадей-«актёров». Журналисты были уверены, что Бортко хотел разоблачить советский режим, но режиссёр опроверг их предположения и утверждал, что разоблачал эпоху, предшествующую времени Сталина, который «навёл порядок». Дрессировщица заметила, что «при виде вытянутых разочарованных лиц западных журналистов с трудом сдерживала смех».

## Влияние

Скульптуры Преображенского и Шарикова в Харькове

Скульптурная группа «Профессор Преображенский и Шарик» в Нижнем Новгороде

В 1990-е годы экранизация приобрела культовый статус. «Собачье сердце» входит в десятку лучших советских кинокартин и считается золотой классикой российского кинематографа. Поскольку фильм Бортко вышел всего через год после публикации романа, многие зрители впервые познакомились с «Собачьим сердцем» именно через экранизацию и с тех пор неразрывно связывают её с оригинальным произведением.
Реплики Преображенского и Шарикова разбирали на цитаты. Язвительные фразы профессора вошли в фольклор и стали афоризмами, например: «Разруха сидит не в клозетах, а в головах», «Не читайте до обеда советских газет», как и фраза Шарикова «Взять всё, да и поделить». Эти выражения активно цитируются в интернет-спорах — как либеральными, так и провластными кругами, в том числе и политиками.
Образы героев используются в прессе и в качестве интернет-мемов. Фамилии Преображенского, Шарикова и Швондера стали нарицательными. Так, «Шариков» или «шариковщина» стали синонимом люмпена, глупого, жадного, неблагодарного человека, агрессивно навязывающего свои взгляды и не способного принимать людей с отличным от его мнением. «Швондерами» или «швондеровцами» называют должностных лиц, отвергающих ценности прошлого, ненавистников интеллигенции, мстительных, мелочных, использующих свою власть, чтобы насолить своим идейным оппонентам, отобрать у них имущество. И Шариковы, и Швондеры воплощают агрессию, отсутствие интеллекта и низший уровень тоталитарной власти. При этом «швондеры» ради достижения своих целей наделяют «шариковых» властью и натравливают их на идейных противников. А когда «враги» исчезают, «швондеры» сами могут стать первыми жертвами своих же «шариковых». Нарицательные имена использовались политиками, особенно на Украине, для оскорбления политических оппонентов с иными идеологическими и политическими взглядами. Наоборот, профессор Преображенский в массовом сознании — это положительный персонаж.
Некоторые поклонники выдвигали теории, что герои фильма символизируют исторических личностей: якобы Шариков отсылает к Сталину, а профессор Преображенский — к Ленину. Предлагались и более оригинальные версии — например, что сцена, в которой пёс разрывает чучело совы, является отсылкой к судьбе Надежды Крупской. Бортко категорически отвергал подобные интерпретации.
Памятники Преображенскому и Шарикову в образах актёров из экранизации 1988 года установлены в украинском Харькове и на Верхневолжской набережной в Нижнем Новгороде.

## Призы и премии
- 1988 — Конкурс профессиональных премий киностудии «Ленфильм» и Ленинградского отделения СК (Премия им. А. Москвина за лучшую операторскую работу — Юрий Шайгарданов)
- 1989 — Международный кинофестиваль в Варшаве (Приз «Золотой экран» — Владимир Бортко)
- 1989 — XII телефестиваль в Душанбе (Гран-при — Владимир Бортко)
- 1989 — 41-й международный фестиваль Prix Italia в Перудже (Гран-при в номинации «Игровое кино»)[43]
- 1989 — 13-й международный кинофестиваль в Болгарии («Приз за режиссуру» — Владимир Бортко)
- 1990 — Государственная премия РСФСР имени братьев Васильевых (Владимир Бортко, Владимир Толоконников и Евгений Евстигнеев)